# こぶし (お笑い)
こぶしは、日本のお笑いコンビである。サンミュージックプロダクション所属。（シュガー・プランニング・サービス→フリー→サンミュージック）

## メンバー
- 門脇 のりや（かどわき のりや、1985年8月24日（39歳） - ）
  - 三重県四日市市出身。身長172cm、体重58kg、血液型O型。
  - 立ち位置は主に左。
  - 趣味：女子アナ見比べ、フットサル、プラネタリウム（宇宙に関すること）
  - 主なネタ作りを担当。
  - 解散後、ピン芸人を経てサツキを結成。
- 八代 拓郎（やしろ たくろう、1985年5月17日（39歳） - ）
  - 三重県四日市市出身。身長176cm、体重68kg、血液型B型。
  - 立ち位置は主に右。
  - 趣味：フットサル、日曜大工、パチンコ、映画
  - 特技：リフティング（みかんのような果物でも可能）、水泳、日曜大工
  - あんぺあの青木と仲がよく、ツイキャスを放映したりもしている。
  - DIYが趣味であり、よく芸人仲間の家具を手作りしている。
  - 解散後、芸人を引退。

## 来歴
- 佐藤塾1期生。
- 2007年4月1日結成（2008年、2009年は活動休止）
- 2007年単独ライブ「粋な計らい」＠青山CAY
- 2010年単独ライブ「flower」＠中野ポケット（このライブを期に2011年3月よりサンミュージックに所属）
- 2013年単独ライブ「gyajante」＠下落合taccs
- 幼稚園からの幼馴染で、爆笑オンエアバトルに影響を受けて芸人を目指す。
- 中学生の頃、コンビ名を決めるにあたり漠然と一文字が良いと思い、電気店に立ち寄ったときに安室奈美恵のパネルを見て「この人の顔って小さいな。拳くらいの大きさやな」とこぼしたところから「拳」になった。
- 漢字一文字では正しく読んでもらえなったり、漢字を間違えられるため2009年12月よりひらがなで「こぶし」に変更した。
- サンミュージック所属のアイドルグループ、さんみゅ～とはデビュー前から番組をやっており、定期的にイベントMCを任せられる兄貴的存在である。
- 2016年1月より新ネタ4本ライブ「ふところ」を主催。

## 芸風
- コントをメインに行うが、漫才もできる。
- 八代がよくおばさんの格好をしたコントを行う。
- ネタ中のアドリブが多い（台本は書いてはいる）。
- コント中のゆるさに定評がある。
- 門脇の大袈裟な話を八代が一つ一つ紐解いていくという漫才を行う。

## 出演

### テレビ
- 爆笑オンエアバトル（NHK総合）戦績0勝1敗 最高313KB
- オンバト+（NHK総合）戦績3勝3敗 最高409KB
- 学生HEROES!(テレビ朝日)
- 笑っていいとも(フジテレビ)
- イケてる男と聞きたい女(フジテレビ)
- イケてる男とブサイク(フジテレビ)
- BSブランチ（BS-TBS）
- ガチガセ(日テレ)　＊門脇のみ
- カナガワニエン(テレビ神奈川)
- ワッチミー!TV(BSフジ)

### CM
- ネクソン「マビノギ英雄伝」](ＣＭ)　＊門脇のみ
- ジョージア　エネマンシリーズ](ＣＭ)　＊門脇のみ
- ジョージア　スマホ手袋](ＣＭ)　＊門脇のみ
- ジョージアX　紅茶編](ＣＭ)　＊門脇のみ
- ジョージアX　抹茶編](ＣＭ)　＊門脇のみ